# 毛利恒之
毛利 恒之（もうり つねゆき、1933年2月8日 - ）は、日本の脚本家、放送作家、小説家。

## プロフィール
福岡県大牟田市で生まれる。福岡県立三池高等学校、熊本大学法文学部国文学科卒業。NHK契約ライターを経て、フリーの放送作家となる。
主な作品に、「マーサ」（九州朝日放送、1961年）、「十八年目の召集」（九州朝日放送、1964年）、「幾星霜」（九州朝日放送、1964年）といったテレビドラマのほか、「福大病院タリウム中毒事件の謎」（福岡放送、1982年）、北洋漁船の衝突事故を扱った「海難を超えて」（仙台放送、1983年）などのドキュメンタリーがある。一方で、KBCの情報ワイド番組「モーニングモーニング」（1986年 - 1998年）の企画立ち上げにも関わる。
1986年、初めての推理小説『射殺』を刊行。1998年、死刑囚から牧師となった新垣三郎の半生を描いた『地獄の虹』を刊行。他に『宇宙飛行士エリソン・オニヅカ物語』、特攻隊員について書いた小説3部作『月光の夏』、『月光の海』、『青天の星』など。『月光の夏』は九州を中心に、市民の募金運動によって映画化された。
日本ペンクラブ会員。

## 受賞
- 1964年：第1回久保田万太郎賞 - 「十八年目の召集」（九州朝日放送）
- 1964年：第19回文部省芸術祭奨励賞 - 「幾星霜」（九州朝日放送）※放送ライブラリーで視聴可能
- 第7回レディ・ガスコイン賞
- 1982年：日本民間放送連盟賞優秀賞 - 「騎馬武者現代を駆ける」（テレビ静岡）
- 1988年：日本民間放送連盟賞優秀賞 - 「父は、夫は、戦争に行った - 奉納写真の証言」（信越放送）※放送ライブラリーで視聴可能
- 2000年：文化庁芸術祭 ラジオ部門大賞 - 「ヒロシマの黒い十字架」（中国放送）

## 著書
- 射殺 部長刑事殺人事件（廣済堂出版、1986年）
- 夢にむかって飛べ 宇宙飛行士エリソン＝オニヅカ物語（講談社、1989年）
- 月光の夏（汐文社、1993年 / 講談社文庫、1995年）
  - ピアノは知っている 月光の夏（絵：山本静護、自由国民社、2004年） - 改題・絵本化
- 月光の夏 挽歌（映人社、1996年）
- 地獄の虹 新垣三郎 死刑囚から牧師に（毎日新聞社、1998年 / 講談社文庫、2005年）
- 虹の絆 ハワイ日系人母の記録（毎日新聞社、2000年 / 講談社文庫、2008年）
- 月光の海（講談社文庫、2001年）
- 青天の星（光人社、2003年）
- ユキは十七歳特攻で死んだ 子犬よさらば、愛しきいのち（ポプラ社、2004年 / ポプラ文庫、2015年 / ポプラ新書、2024年）
- 恋ひ死なむ 殉愛のキリスト者手島郁郎（ミルトス、2008年）